# Брачо, Габриэль
Габриэль Брачо (25 мая 1915, Лос-Пуэртос-де-Альтаграсия, Венесуэла — 6 марта 1995, Каракас, Венесуэла) — венесуэльский художник и скульптор, ученик Армандо Лира.

## Биография
Родился 25 мая 1915 года в Лос-Пуэртос-де-Альтеграсии в семье служащего. У отца всего родилось 13 детей, Габриэль был вторым ребёнком. Учился в школе в тот момент, когда Венесуэлой управлял диктатор Хуан Висенте Гомес и в стране преобладала строгость, в т.ч и в школах. Он тяжело переносил насаждаемую в школе строгую и суровую дисциплину, однако рос он способным мальчиком и любил рисовать. Уже в возрасте 12 лет он окончил среднюю школу и устроился на работу в банк, а в 1931 году поступил на художественный кружок. В 1936 году переехал в Каракас и посвятил столице Венесуэле всю свою долгую и плодотворную жизнь. Поступил в Школу изящных искусств и учился у Армандо Лира, который привил любовь к рисованию, и Габриэль дружил с его учителем вплоть до его смерти. В первых произведениях Брачо (это были натюрморты, этюды обнажённой натуры и настенные композиции) чувствовалось влияние не только французского импрессионизма, но и экспрессионизма, кубизма.
Скончался 6 марта 1995 года в Каракасе.

## Художественные и скульптурные работы
- 1939-42:
  - Индейское материнство.
  - Крестьянская торговка.
  - Креолка.
- 1940 — Жертва.
- 1960-е годы:
  - Сикейрос-автопортрет.
  - Ромуло Гальегос-автопортрет.
  - Лино де Клементе и его время.
  - Латинская Америка.
- 1970-е годы:
  - Недра Боливара.
  - Стадион. Посвящается Чили.
  - Чилийская мать.
  - 1812.
  - 1875.